# Giovanni Barcia
Giovanni Barcia (Palazzo Adriano, 8 aprile 1829 – San Demetrio Corone, 2 dicembre 1912) è stato un vescovo cattolico italiano di rito bizantino, ordinante per gli albanesi di rito orientale di Calabria.

## Biografia
Giovanni Barcia nacque da Michele e Caterina Sirchia l'8 aprile 1829 a Palazzo Adriano, colonia albanese (di rito bizantino) nell'allora territorio della diocesi di Monreale (di rito latino).
Il 24 aprile 1902 fu nominato da papa Leone XIII ordinante per gli albanesi di Calabria per la Chiesa cattolica italo-albanese orientale. Il successivo 24 giugno fu consacrato vescovo dal cardinale Vincenzo Vannutelli, co-consacranti l'arcivescovo titolare di Cesarea di Cappadocia Giustino Adami e l'arcivescovo titolare di Tebe Władysław Michał Zaleski. Papa Leone XIII gli assegnò la sede titolare di Croia e guidò per dieci anni la Chiesa cattolica italo-albanese.

## Genealogia episcopale
La genealogia episcopale è:
- Cardinale Scipione Rebiba
- Cardinale Giulio Antonio Santori
- Cardinale Girolamo Bernerio, O.P.
- Arcivescovo Galeazzo Sanvitale
- Cardinale Ludovico Ludovisi
- Cardinale Luigi Caetani
- Cardinale Ulderico Carpegna
- Cardinale Paluzzo Paluzzi Altieri degli Albertoni
- Papa Benedetto XIII
- Papa Benedetto XIV
- Cardinale Enrico Enriquez
- Arcivescovo Manuel Quintano Bonifaz
- Cardinale Buenaventura Córdoba Espinosa de la Cerda
- Cardinale Giuseppe Maria Doria Pamphilj
- Papa Pio VIII
- Papa Pio IX
- Cardinale Alessandro Franchi
- Cardinale Giovanni Simeoni
- Cardinale Vincenzo Vannutelli
- Vescovo Giovanni Barcia